# بيل والاس (كاتب أغاني)
بيل والاس هو كاتب أغاني كندي، ولد في 18 مايو 1949 في وينيبيغ في كندا.

## وصلات خارجية
- بيل والاس على موقع IMDb (الإنجليزية)
- بيل والاس على موقع ميوزك برينز (الإنجليزية)
- بيل والاس على موقع أول ميوزيك (الإنجليزية)
- بيل والاس على موقع ديسكوغز (الإنجليزية)